# Manjarrés
Manjarrés è un comune spagnolo di 143 abitanti situato nella comunità autonoma di La Rioja.